# オッリ・ムオトカ
オッリ・ムオトカ（Olli Muotka、1988年7月14日 - ）はフィンランド、ラッピ州ロバニエミ出身のスキージャンプ選手、ノルディック複合選手。

## プロフィール
ムオトカはOunasvaaran Hiihtoseuraでノルディック複合選手としてキャリアを始めた。
2005年3月12日にワールドカップBへデビュー、2005年、2006年、2007年とノルディックスキージュニア世界選手権に出場した。
2007年からスキージャンプに専念し2009年3月9日にスキージャンプ・ワールドカップ初出場したが予選落ちした。2010年1月16日の札幌で初めて予選を通過、14位となってポイントを獲得した。同年のスキーフライング世界選手権では団体戦でヤンネ・アホネンの代役として、ヤンネ・ハッポネン、マッティ・ハウタマキ、ハッリ・オッリとともに金メダルを獲得した。